# 驱蚊醇
驱蚊醇（英語： 或 ethohexadiol，或称为2-乙基-1,3-己二醇）是分子式为C8H18O2的一种带支链的二醇，能作为杀外寄生虫药使用。